# Gary Valentine
Gary Valentine, pseudonimo di Gary Joseph Knipfing (Mineola, 22 novembre 1961), è un attore e scrittore statunitense.

## Filmografia

### Cinema
- Velocity Rules (2001)
- Fratelli per la pelle (2003)
- Alive N' Kickin' (2007)
- Io vi dichiaro marito e... marito (2007)
- Il superpoliziotto del supermercato (Paul Blart: Mall Cop), regia di Steve Carr (2009)
- The Deported (2009)
- The Dog Who Saved Christmas (2009)
- Hosed (2010)
- The Dog Who Saved Christmas Vacation (2010)
- Il signore dello zoo (2011)
- Poolboy: Drowning Out the Fury (2011)
- The Dog Who Saved Halloween (2011)
- Jack e Jill (2011)
- Wrong (2012)
- Here Comes the Boom (2012)
- The Dog Who Saved the Holidays (2012)
- The Dog Who Saved Summer (2015)
- Paul Blart: Mall Cop 2 (2015)

### Televisione
- The King of Queens (1999-2007)
- Men of a Certain Age (2011)
- Fargo (2014)
- Kevin Can Wait (2016)